# دهالي
دهالي رمزها «DH» (بالإنجليزية: Dhalai)‏ ، هو تقسيم إداري لدولة الهند تتبع ولاية ترايبورا (بالإنجليزية: Tripura)‏ ، مركزها هو مدينة سفيرة (بالإنجليزية: Ambassa)‏ عدد سكانها حسب تعداد سنة 2001 هو 307,417 ، مساحتها 2,523 كم² وكثافة السكان 122 لكل كم² .